# Miłobądź (województwo zachodniopomorskie)
Miłobądź – nieistniejąca osada w Polsce, obecnie niewymieniana w TERYT, położona w województwie zachodniopomorskim, w powiecie drawskim, w gminie Drawsko Pomorskie (do końca 2018 gminie Ostrowice). W latach 1975–1998 miejscowość administracyjnie należała do województwa koszalińskiego. Miejscowość wchodziła w skład sołectwa Przytoń. Nazwa osady pochodzi od staropolskiego imienia męskiego Miłobąd.